# Dio esiste. Come l'ateo più famoso del mondo ha cambiato idea
Dio esiste. Come l'ateo più famoso del mondo ha cambiato idea è un saggio scritto da Antony Flew con Roy Abraham Varghese. 

## Contenuto
In questo saggio, Flew parla della sua recentemente acquisita credenza in un Dio creatore dell'Universo. Divenuto famoso per la sua tesi che uno dovrebbe sostenere l'ateismo fintanto che non venga alla luce la prova dell'esistenza di un Dio, ora qui afferma che tale prova esiste. Il libro intende rivelare quelle scoperte scientifiche e quegli argomenti filosofici che hanno trasformato Flew da un convinto ateo a credente in Dio.
Il testo, dopo una parte introduttiva, consistente in un encomio (serie di giudizi sull'opera), una prefazione e un'introduzione, è suddiviso in tre parti, a loro volta suddivise in capitoli. Gli argomenti dei singoli capitoli sono qui citati in corsivo.

### Prima parte: La mia negazione del divino
- Prefazione

L'importanza di Flew nella storia dell'ateismo
Flew, il positivismo logico e la rinascita del teismo razionale
Il "nuovo ateismo", o positivismo redux
- 1 - La creazione di un ateo

Una teoria della devoluzione
Il volto del male
Un luogo estremamente vivace
Una Oxford differente
Passione filosofica
Cornate con C. S. Lewis
Sviluppi altamente positivi
Oltre Oxford
- 2 - Dove conduce l'evidenza

Prime esplorazioni... e imbarazzi
Esplorando nuovi interessi
Nuove intuizioni in filosofia
Progressi in filosofia
Imparando dal disaccordo
Dio e filosofia
Le presunzioni dell'ateismo
Cambio idea
- 3 - L'ateismo considerato con calma...

Il dovere di dialogare
Mantenendo le mie posizioni
Mezzogiorno di fuoco
Tenendo stretto
Mio debutto a New York
Duello con Dawkins

### Seconda parte: La mia scoperta del divino
- 4 - Un pellegrinaggio della ragione

Scoprendo le carte
Pensare da filosofo
Un recupero di saggezza
- 5 - Chi scrisse le leggi della natura?

Chi ha scritto quei libri?
La "mente superiore" di Einstein
Salti quantici verso Dio
Le leggi di chi?
Il legislatore divino
- 6 - L'universo sapeva del nostro arrivo?

Il nostro universo messo a punto
Attraverso il multiverso
Teoria raffazzonata
- 7 - Com'è iniziata la vita?

L'organismo con propositi
Grande sfida concettuale
Attraverso un vetro scuro
- 8 - È mai nato qualcosa dal nulla?

L'universo ultimo
Fintanto che arrivi un inizio
Qualcosa di troppo grande per la scienza
Il bisogno di un fattore creativo
Una buona argomentazione cosmologica
- 9 - Fare spazio a Dio

Non c'è nessuno là fuori
La perfezione di agenzia
Il nesso causale con un Dio non temporale
Possibilità coerente
- 10 - Aprirsi all'onnipotenza

Aprirsi ad ulteriore conoscenza
Volontà di connettersi

### Terza parte: Appendici

#### Appendice A
- Il "nuovo ateismo": una valutazione critica di Dawkins, Dennett, Wolpert, Harris e Stanger (Roy A. Varghese).

Raziocinio
Vita
Consapevolezza
Pensiero
Se stessi
L'origine del suprafisico

#### Appendice B
- L'auto-rivelazione di Dio nella storia umana: un dibattito su Gesù con N. T. Wright (N. T. Wright)

Antony Flew: Domande sulla rivelazione divina
N. T. Wright: Come sappiamo che esiste Gesù?
Che basi abbiamo per affermare, coi testi sacri, che Gesù è Dio Incarnato?
Che prove ci sono della risurrezione di Gesù?
Antony Flew: riflessioni finali

## Edizioni
- Antony Flew con Roy A. Varghese, Dio esiste. Come l'ateo più famoso del mondo ha cambiato idea, traduzione di Alessandra Baroni, Alfa & Omega editore, 2010,  p. 208, ISBN 88-88747-91-5.